# Iberochondrostoma oretanum
La pardilla oretana (Iberochondrostoma oretanum) es una especie de pez teleósteo de la familia de los ciprínidos.

## Descripción
Especie que no suele superar los 9 cm de longitud.

## Biología y ecología
Especie bentopelágica de agua dulce. Habita en ríos de aguas claras con lecho de arenas y piedras en tramos con escasa corriente y vegetación sumergida.

## Distribución
Su distribución se limita a los ríos Robledillo y Fresneda, ambos son unos pequeños ríos tributarios del río Jándula, perteneciente a la cuenca del Guadalquivir. 

## Conservación
Esta especie se encuentra categorizada a nivel mundial por la UICN como Críticamente Anemazada (A2ace y B2ab(ii,iii)).
Las poblaciones de I. oretanum han sufrido un declive de más de un 80% en los últimos 10 años. En un estudio realizado en 2004 sólo se capturaron 8 individuos. El área de ocupación es menor de 10 km² pero además, existe un constante declive en la calidad del habitat y del mismo área de ocupación, se está produciendo la construcción de presas y la introducción de especies.